# Olimpio Bizzi
Olimpio Bizzi (Liorna, Toscana, 1 d'agost de 1916 – Abetone, 3 d'agost de 1976) va ser un ciclista italià que fou professional entre 1935 i 1952. Destacà com a esprintador. Era anomenat "il Morino di Livorno" o "il Pecino".
En el seu palmarès destaquen 13 victòries d'etapa del Giro d'Itàlia en les seves nou participacions, entre 1936 i 1951. També destaquen el campionat nacional de 1938, dues edicions del Tre Valli Varesine (1937 i 1939), dues edicions del Giro de Toscana (1937 i 1943) i una edició de la Volta al Marroc (1950).

## Palmarès
- 1936
  - Vencedor d'una etapa del Giro d'Itàlia
- 1937
  - 1r al Giro de Toscana
  - 1r al Tre Valli Varesine
  - Vencedor de 2 etapes del Giro d'Itàlia
- 1938
  -  Campió d'Itàlia en ruta
  - Vencedor de 2 etapes del Giro d'Itàlia
- 1939
  -  Campió d'Itàlia de pesecució individual
  - 1r al Tre Valli Varesine
  - Vencedor de 2 etapes del Giro d'Itàlia
- 1940
  - Vencedor de 4 etapes del Giro d'Itàlia
- 1941
  - 1r al Giro de Campània
  - 1r a la Gorizia-Lubiana-Trieste-Gorizia
- 1943
  - 1r al Giro de Toscana
  - 1r a la Milà-Màntua
  - 1r al Trofeu Moschini
- 1946
  - Vencedor d'una etapa del Giro d'Itàlia
- 1949
  - Vencedor de 2 etapes del Giro de Sicília
  - Vencedor d'una etapa del Giro dels Tres Mars
- 1950
  - 1r a la Volta al Marroc i vencedor de 3 etapes
  - Vencedor d'una etapa del Giro d'Itàlia
- 1951
  - Vencedor de 2 etapes de la Volta al Marroc

### Resultats al Tour de França
- 1947. Abandona (7a etapa)

### Resultats al Giro d'Itàlia
- 1936. Abandona (10a etapa). Vencedor d'una etapa
- 1937. Abandona (11a etapa). Vencedor de 2 etapes
- 1938. 20è de la classificació general. Vencedor de 2 etapes
- 1939. 11è de la classificació general. Vencedor de 2 etapes
- 1940. Abandona (18a etapa). Vencedor de 4 etapes
- 1946. Abandona. Vencedor d'una etapa
- 1948. Abandona
- 1949. Abandona
- 1950. 53è de la classificació general. Vencedor d'una etapa
- 1951. 74è de la classificació general